# Thylogale
Genre
Les thylogales ou pademelons (genre Thylogale) regroupent les sept plus petits macropodidés. Leur nom de pademelon vient de paddymilla, dans la langue des aborigènes de la région de Port Jackson et veut dire « petit kangourou de la forêt ».
Les thylogales, les wallabies et les kangourous sont très proches physiquement.
Les thylogales se distinguent des autres macropodidés par leur petite taille, leur habitat forestier et leur queue : plus courte, plus épaisse et aux poils clairsemés.

## Espèces
Sept espèces composent ce genre. Ce sont :
- Thylogale billardierii  - Pademelon à ventre rouge photo
- Thylogale browni - Pademelon de Brown
- Thylogale brunii  - Pademelon à queue courte
- Thylogale calabyi - Pademelon de Calaby
- Thylogale lanatus - Pademelon des montagnes
- Thylogale stigmatica  - Pademelon à pattes rouges photo
- Thylogale thetis  - Pademelon à cou rouge

photo

## Habitat
- Le pademelon à queue rouge vit dans les régions côtières du Queensland et de la Nouvelle-Galles du Sud en Australie. À certains endroits, leur population a été réduite de façon drastique.
- Le pademelon à pattes rouges vit en Australie et dans les parties centrales et méridionales de Nouvelle-Guinée.
- Le pademelon à ventre rouge ou Padémélon de Tasmanie est abondant en Tasmanie.
- Le pademelon à queue courte ne vit qu'en Papouasie-Nouvelle-Guinée et dans les îles environnantes.

Les pademelons sont des animaux craintifs, difficiles à voir, vivant sur le sol, dans les zones de grandes broussailles et dans les forêts denses et humides où ils peuvent construire de longs tunnels pour circuler dans les grandes herbes et les buissons.

## Alimentation et Mode de vie

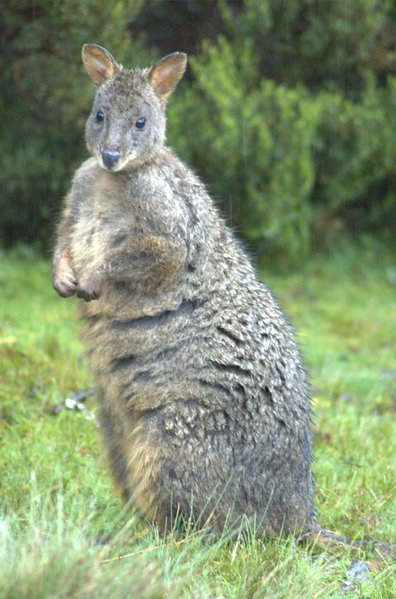
Pademelon de Tasmanie

En l'absence de prédateurs tels que les chiens, on peut les voir s'ébattre de bon matin et le soir dans des clairières à proximité de fourrés où ils pourront se réfugier à la moindre alerte. En cas de danger, présence d'un python par exemple, ils donnent l'alerte en tapant des pieds sur le sol, produisant ainsi un son grave.
Les pademelons sont des animaux nocturnes qui se nourrissent essentiellement la nuit.
Leur alimentation de base se compose d'herbes, de feuilles et de petites branches. Ils font peu de dégâts aux récoltes et ne sont pas agressifs comme peuvent l'être les kangourous et les wallabies. On peut en faire des animaux de compagnie mais ils sont très dur à acheter !
Autre différence avec les kangourous et wallabies qui vivent en bande menée par un mâle dominant, les femelles pademelons vivent en groupes sur un territoire où les mâles ne viennent que lorsqu'elles sont prêtes à s'accoupler.

## Taille et poids
Les pademelons à pattes rouges adultes mesurent entre 40 et 55 cm du bout du museau à la racine de la queue, la queue mesurant à elle seule 30 à 48 cm ; les femelles ont un poids moyen de 3,3 kg, les mâles de 4,9 kg.

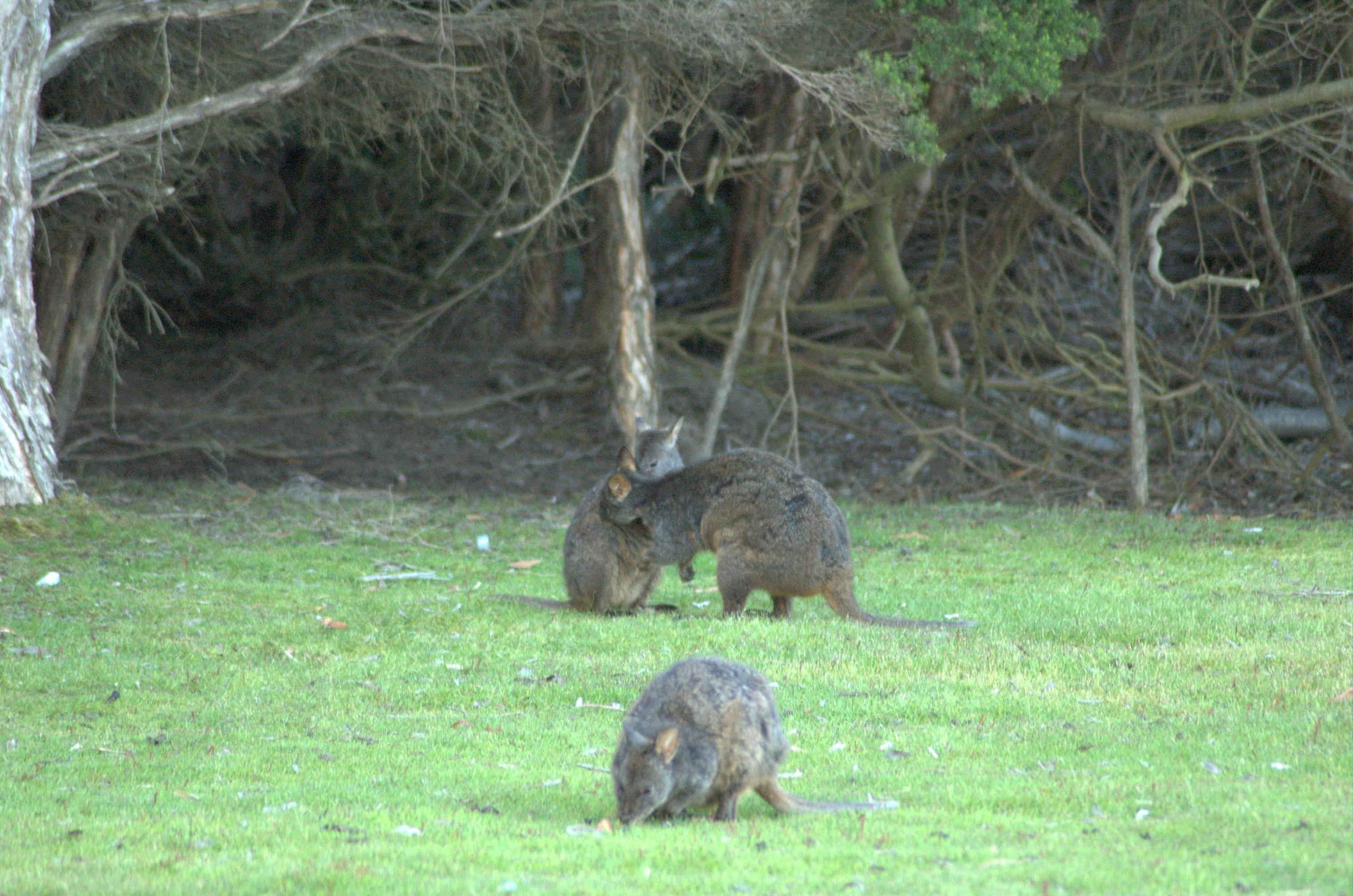
Pademelons de Tasmanie dans le parc national Narawntapu. Au fond, deux pademélons prêts à s'accoupler.

## Devenir
Leur nombre a été réduit par les hommes :
- par la chasse pour leur viande et leur fourrure
- par les prédateurs importés comme les chats sauvages, les chiens et les renards
- par les lapins qui occupent le même habitat.
- par la déforestation qui a réduit leur domaine.

Les prédateurs du pademelon de Tasmanie sont – en dehors du tigre de Tasmanie disparu – le dasyurus, le diable de Tasmanie, les pythons et l'aigle australien. Malgré cela, un grand nombre doit être abattu chaque année pour maintenir leur population constante.